# Ala Hlehel
Ala Hlehel (in arabo ﺍﻛﺮﻢ ﻣﺴﻠﻢ‎?) (Jish, 1974) è uno scrittore e sceneggiatore palestinese.

## Biografia
È autore di My Secret Affair With Carla Bruni, pubblicato nel 2012 sia in arabo sia in ebraico. Tra le altre pubblicazioni, Il circo (Ramallah 2001), che ha ottenuto il Premio al-Qattan, Storie per il tempo di bisogno (Beirut 2004), Il padre, il figlio e lo spirito perduto (Il Cairo 2008).
Nei suoi scritti mostra un'immagine diversa e anticonformista della Palestina, evitando di renderlo un mero oggetto “di odio sconfinato o di amore esagerato”, come invece di solito succede. 
Nel 2010 ha ricevuto il premio letterario Beirut39; e ha vinto il ricorso contro la norma che gli vietava di recarsi a ritirare personalmente il premio perché, in quanto cittadino di Israele, non gli era consentito entrare in uno “Stato nemico”. 
Ha curato la sceneggiatura di numerosi film, tra i suoi script più popolari: Heritage (Francia, Israele, Turchia 2012).